# Ørslev, Vordingborgs kommun
Ørslev är en ort på Själland i Danmark.   Den ligger i Vordingborgs kommun och Region Själland, i den sydöstra delen av landet, 80 km sydväst om Köpenhamn. Ørslev ligger 40 meter över havet och antalet invånare är 1 902.  Närmaste större samhälle är Vordingborg, 5 km sydväst om Ørslev. Trakten runt Ørslev består till största delen av jordbruksmark.